# Évangéliaire d'Ada
 (mars 2012).
Si vous disposez d'ouvrages ou d'articles de référence ou si vous connaissez des sites web de qualité traitant du thème abordé ici, merci de compléter l'article en donnant les références utiles à sa vérifiabilité et en les liant à la section « Notes et références ».
Les Évangiles d'Ada (Trèves, Stadtsbibliothek, Cod. 22) est un manuscrit carolingien daté de la fin du VIIIe siècle et du début du IXe.

## Description
Le manuscrit contient une dédicace à Ada, la sœur de Charlemagne, d'où son nom. Il est écrit en lettres d'or (chrisographe) sur vélin en minuscule caroline. Il mesure 37 cm sur 24 cm. Les Évangiles d'Ada font partie d'un groupe de manuscrits connus des chercheurs en tant qu'école d'Ada. D'autres manuscrits de l'École d'Ada existent, dont les Évangiles de Soissons et l'Évangéliaire de Lorsch.

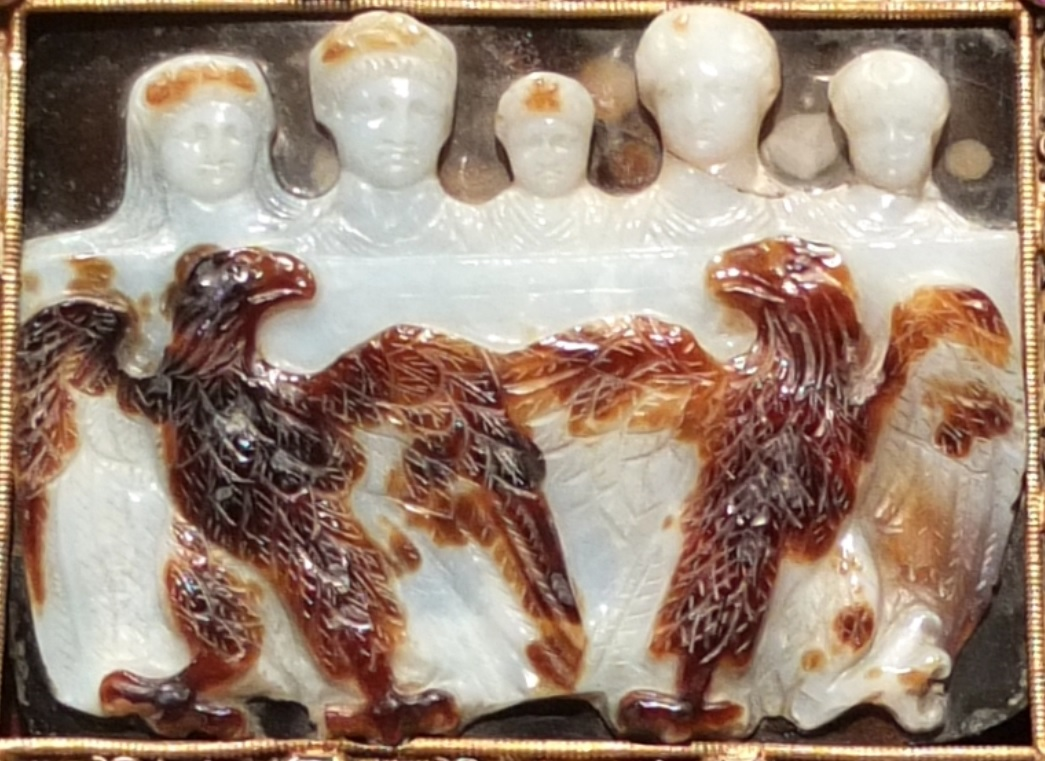
Camée incrusté sur la couverture de l'évangéliaire d'Ada

Le centre de la couverture du manuscrit est un camée d'époque romaine de  10,7 × 8,5 centimètres qui représente deux aigles ailes déployées devant une balustrade surmontée de cinq bustes, membres d'une famille impériale : celle de Claude, ou plus probablement celle de Constantin.
Le manuscrit est enluminé. Ses enluminures incluent une initiale élaborée sur la page de l'Évangile selon Matthieu et font le portrait de Matthieu, Marc et Luc. Les enluminures présentent aussi bien un style d'influence insulaire et byzantin. Les portraits des Évangélistes présentent une représentation forte du style classique de la Renaissance carolingienne.